# Distretto Orientale (Samoa americane)
Il distretto Orientale, in inglese Eastern district, è una delle tre suddivisioni amministrative di primo livello delle Samoa Americane; ha una superficie di 67,027 km² e, in base al censimento del 2000, 23.441 abitanti.

## Geografia fisica
Il distretto Orientale comprende la parte est dell'isola Tutuila, che va dalla Baia Sita e dalla Laguna Pala al Matatula Cape; oltre a Tutuila ne fanno parte le isole Aunu'u, Nuusetoga, Pola e il faraglione Fatu Rock.
Lo United States Census Bureau certifica che l'estensione del distretto è di 419,33 km², di cui 67,02 km² composti da terra e i rimanenti 352,31 km² composti di acqua.

### Lagune, baie, fiumi e montagne
Il distretto comprende le seguenti lagune, baie, fiumi e montagne: 
| - Pala Lagoon | - Pago Pago Harbor - Faga'itua Bay - Masefau Bay - Afono Bay - Fagasa bay - Sita Bay |  | - Leele Stream | - Maugaloa Ridge |

### Riserve naturali
- Parco nazionale delle Samoa americane
- Nuiuuli Pala Special Management Area
- Pago Pago Special Management Area

### Principali strade
- American Samoa Highway 001, principale collegamento stradale dell'isola Tutuila. Collega Leone a Faga'itua.
- American Samoa Highway 005, collega Pago Pago a Fagasa.
- American Samoa Highway 006, collega Aua a Vatia.

## Suddivisione in contee
Il distretto è suddiviso in 5 contee:
- Contea di Ituau
- Contea di Ma'Oputasi
- Contea di Sa'Ole
- Contea di Sua
- Contea di Vaifanua